# Prolauthia circumdata
Prolauthia circumdata är en tvåvingeart som först beskrevs av Johannes Winnertz 1853.  Prolauthia circumdata ingår i släktet Prolauthia och familjen gallmyggor. Inga underarter finns listade i Catalogue of Life.